# Reitano

Ubicació de Reitano dins de la província

Reitano (sicilià Ritanu) és un municipi italià, dins de la ciutat metropolitana de Messina. L'any 2009 tenia 895 habitants. Limita amb els municipis de Mistretta, Motta d'Affermo, Pettineo i Santo Stefano di Camastra.

## Administració
| Període | Identitat           | Partit        |
| ------- | ------------------- | ------------- |
| 2008-   | Sebastiano Dragotto | Llista cívica |